# Reformierte Kirche Niederlenz

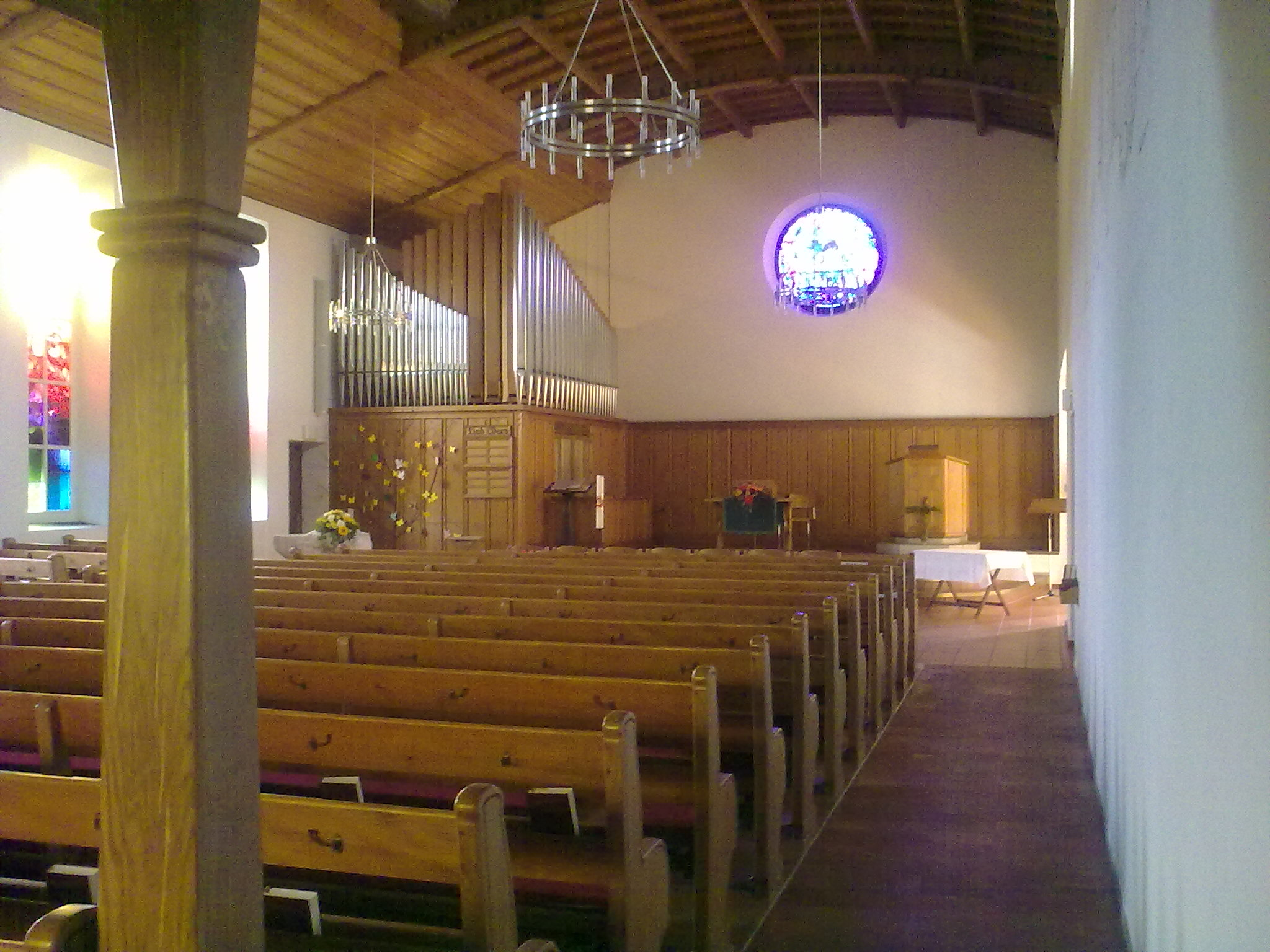
Innenraum

Die reformierte Kirche Niederlenz  ist die reformierte Kirche in der aargauischen Gemeinde Niederlenz in der Schweiz. Sie wurde 1949 nach Plänen von Reinacher Architekten Hans Hauri errichtet und eingeweiht und steht unter Denkmalschutz.

## Geschichte
Seit 1602 gehörte Niederlenz zur Kirchgemeinde Staufberg, wo die Reformierten ihre Kirche hatten. Ab 1936 erstrebte man den Bau einer eigenen Kirche und gründete einen kirchlichen Gemeindeverein. Der Baubeschluss fiel bei der Kirchgemeindeversammlung auf dem Staufberg am 22. Juni 1947. Der Glockenaufzug erfolgte am 3. Juli 1949 und die Einweihung, der von Hans Hauri konzipierten Kirche, erfolgte im selben Jahr am 9. Oktober. Zum ersten Niederlenzer Pfarrer wurde im März 1952 Kurt Marti gewählt. Am 1. Januar 1990 wurde die Kirchgemeinde Niederlenz selbständig.

## Gebäude und Ausstattung

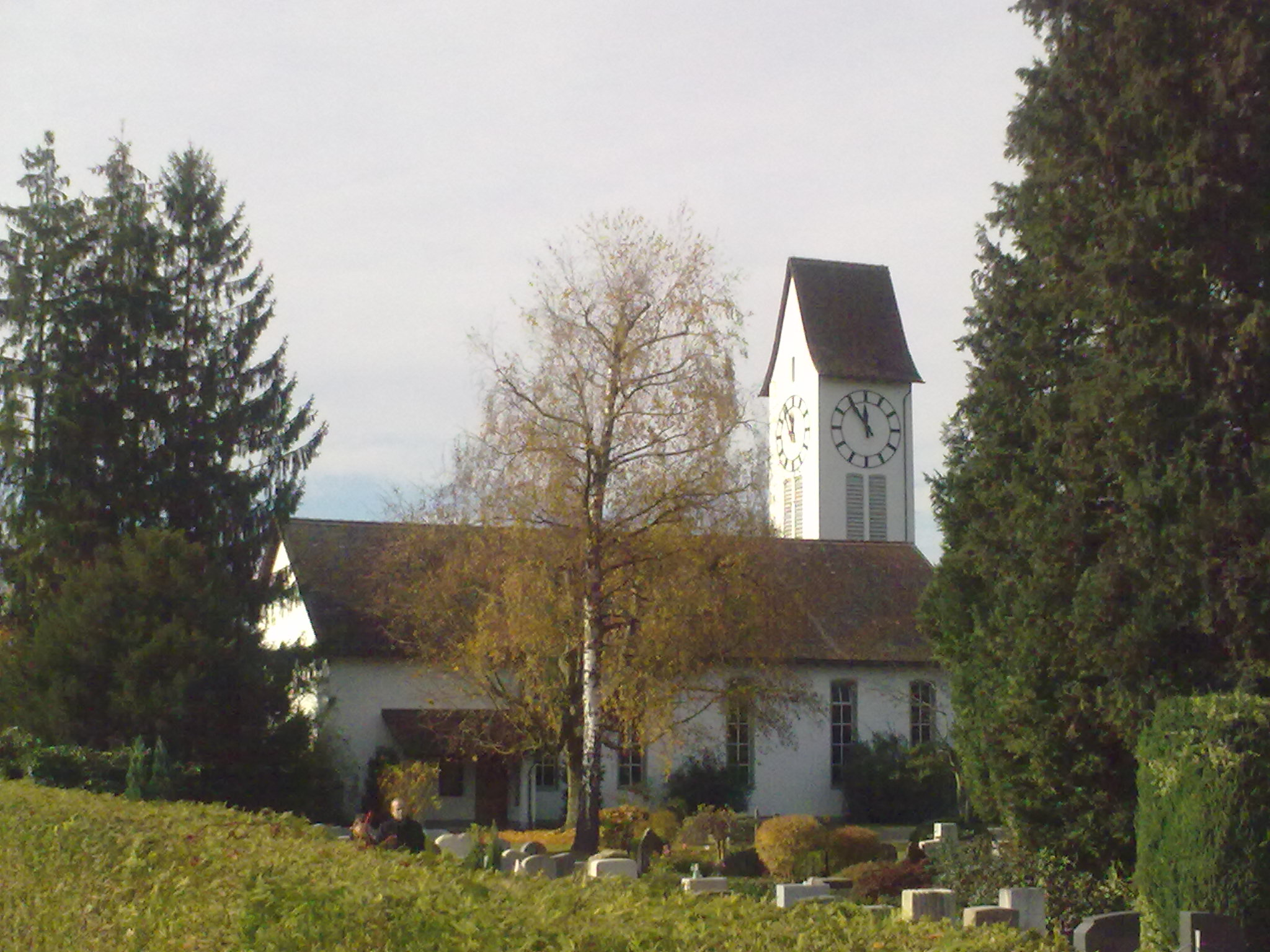
Reformierte Kirche

Die Kirche steht östlich der Hauptstrasse Lenzburg–Wildegg etwas erhöht über dem Dorfkern. Ihre mit Ornamenten verzierte Holzdecke wurde vom Reinacher Architekten Hans Hauri angeregt und von der Künstlerin Regula Eichenberger ausgeführt. Die beiden Rundfenster der Kirche entwarf der Beinwiler Künstler Paul Eichenberger. Weitere fünf von den Niederlenzer Ortsbürgern gestiftete farbige Kirchenfenster gestaltete der Brittnauer Künstler Karl-Heinz Bürger. Ebenfalls ein Geschenk der Ortsbürger ist der 1999 von Boris Mlosch geschaffene Taufstein. Die 1954 eingeweihte Orgel von der Orgelbaufirma Kuhn in Männedorf umfasst zwei Manuale und Pedal mit 16 Registern und insgesamt 1.212 Pfeifen. Das Geläut der Kirche besteht aus vier Glocken, die in As, F, Es und Des gestimmt sind. Sie wurden am 22. März 1949 in der Glockengiesserei Rüetschi in Aarau gegossen.